# Dobra (Golubac)
Pour les articles homonymes, voir Dobra.
Dobra (en serbe cyrillique : Добра) est un village de Serbie situé dans la municipalité de Golubac, district de Braničevo. Au recensement de 2011, il comptait 526 habitants.

## Démographie

### Évolution historique de la population
| 1948  | 1953  | 1961  | 1971  | 1981 | 1991 | 2002 | 2011 |
| ----- | ----- | ----- | ----- | ---- | ---- | ---- | ---- |
| 1 495 | 1 539 | 1 603 | 1 139 | 918  | 755  | 678  | 526  |

|  |